# Hans Lemp
Hans Lemp (* 11. Dezember 1928 in Vechta; † 8. Juli 2014 ebenda) war ein deutscher Politiker (SPD).

## Leben und Beruf
Lemp leistete 1944/45 Reichsarbeitsdienst und Dienst bei der Wehrmacht. Nach dem Ende des Zweiten Weltkrieges wurde er bis 1948 als Telefonist und Hilfsdolmetscher von der britischen Militärregierung dienstverpflichtet. Er absolvierte von 1949 bis 1953 eine Ausbildung im Forst- und Finanzwesen, arbeitete zunächst als Steuerassistent und war später als Beamter in der Finanzverwaltung tätig. 1961 wurde er Verkaufsleiter eines Futtermittel und Geflügel produzierenden Betriebes.

## Partei
Lemp war seit 1956 Mitglied der SPD.

## Abgeordneter
Lemp war von 1964 bis 1981 Ratsmitglied der Stadt Vechta und von 1968 bis 1975 Kreistagsmitglied des Kreises Vechta. Dem Deutschen Bundestag gehörte er vom 29. November 1967, als er für den verstorbenen Abgeordneten Günter Frede nachrückte, bis 1980 an. Er war stets über die Landesliste Niedersachsen ins Parlament eingezogen. Des Weiteren war er von 1977 bis 1979 Mitglied des Europäischen Parlamentes.

## Ehrungen
- 1983: Verdienstkreuz 1. Klasse der Bundesrepublik Deutschland